# Piriqueta australis
Piriqueta australis là một loài thực vật có hoa trong họ Lạc tiên. Loài này được (Urb.) A.W.Hill miêu tả khoa học đầu tiên năm 1933.